# Schlangenhalsschildkröten
Die Schlangenhalsschildkröten (Chelidae) sind eine Familie der Halswender-Schildkröten (Pleurodira).

## Aussehen
Wie alle Wasserschildkröten haben sie einen eher abgeplatteten Panzer. Ihr Bauchpanzer (Plastron) besteht aus neun Knochenplatten. Als Halswender verbergen sie ihren Kopf mit einer typischen S-förmigen, waagerechten Biegung im Panzer. Bei einigen Gattungen – wie den Australischen Schlangenhalsschildkröten (Chelodina) und der Fransenschildkröte (Chelus fimbriatus) – ist der Hals länger als der Rumpf. Bei ihnen sitzen die Augen weit vorn über der Schnauze, eine Anpassung an ihre aquatische Lebensweise.

## Verbreitung
Schlangenhalsschildkröten sind neben der Papua-Weichschildkröte die einzigen in Australien vorkommenden Schildkröten. Daneben gibt es sie in Neuguinea und in Südamerika.

## Systematik
Bislang sind 59 Arten aus 15 Gattungen der Schlangenhalsschildkröten beschrieben worden, die drei Unterfamilien zugeordnet werden:

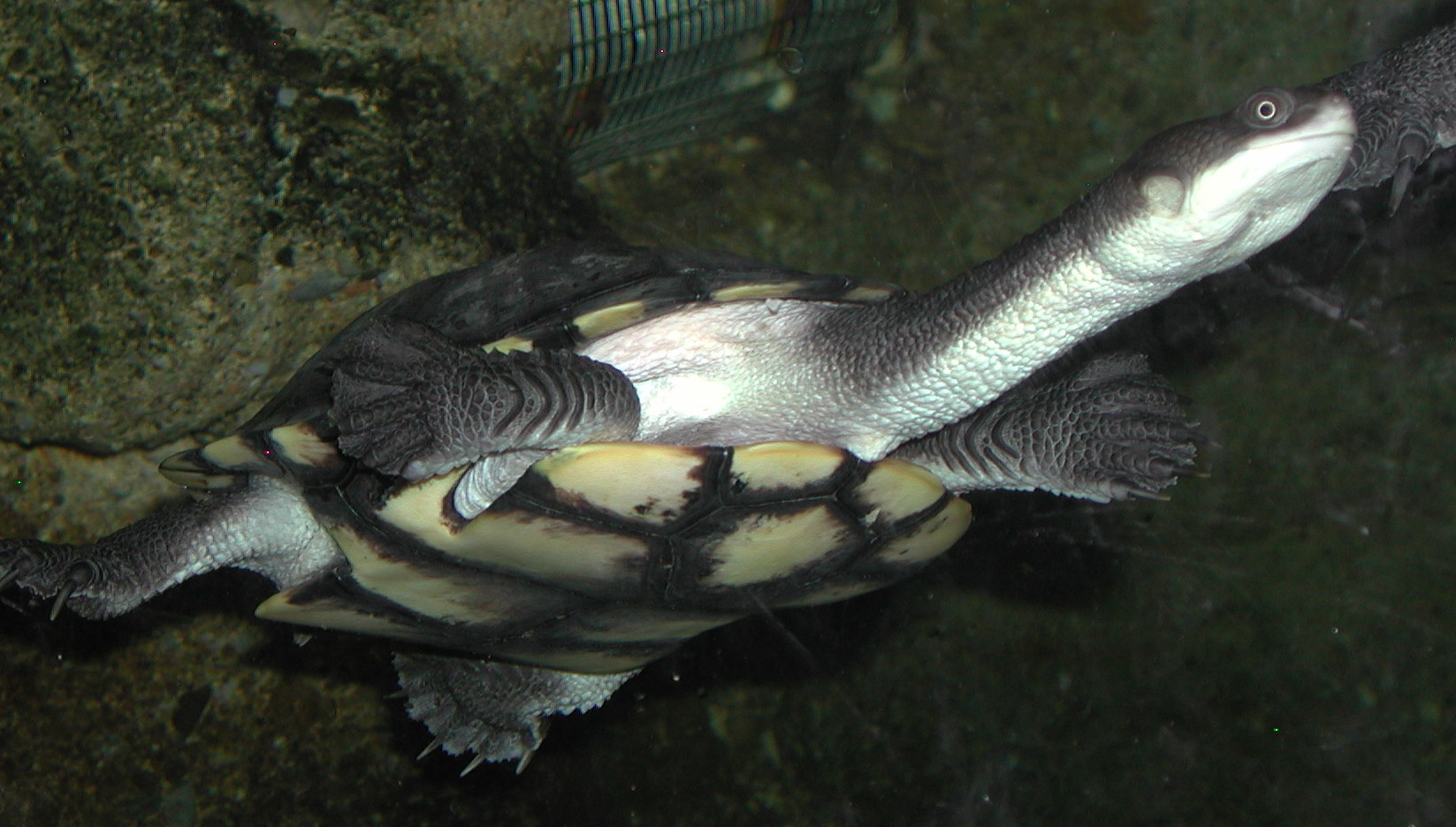
Glattrücken-Schlangenhalsschildkröte (Chelodina longicollis)

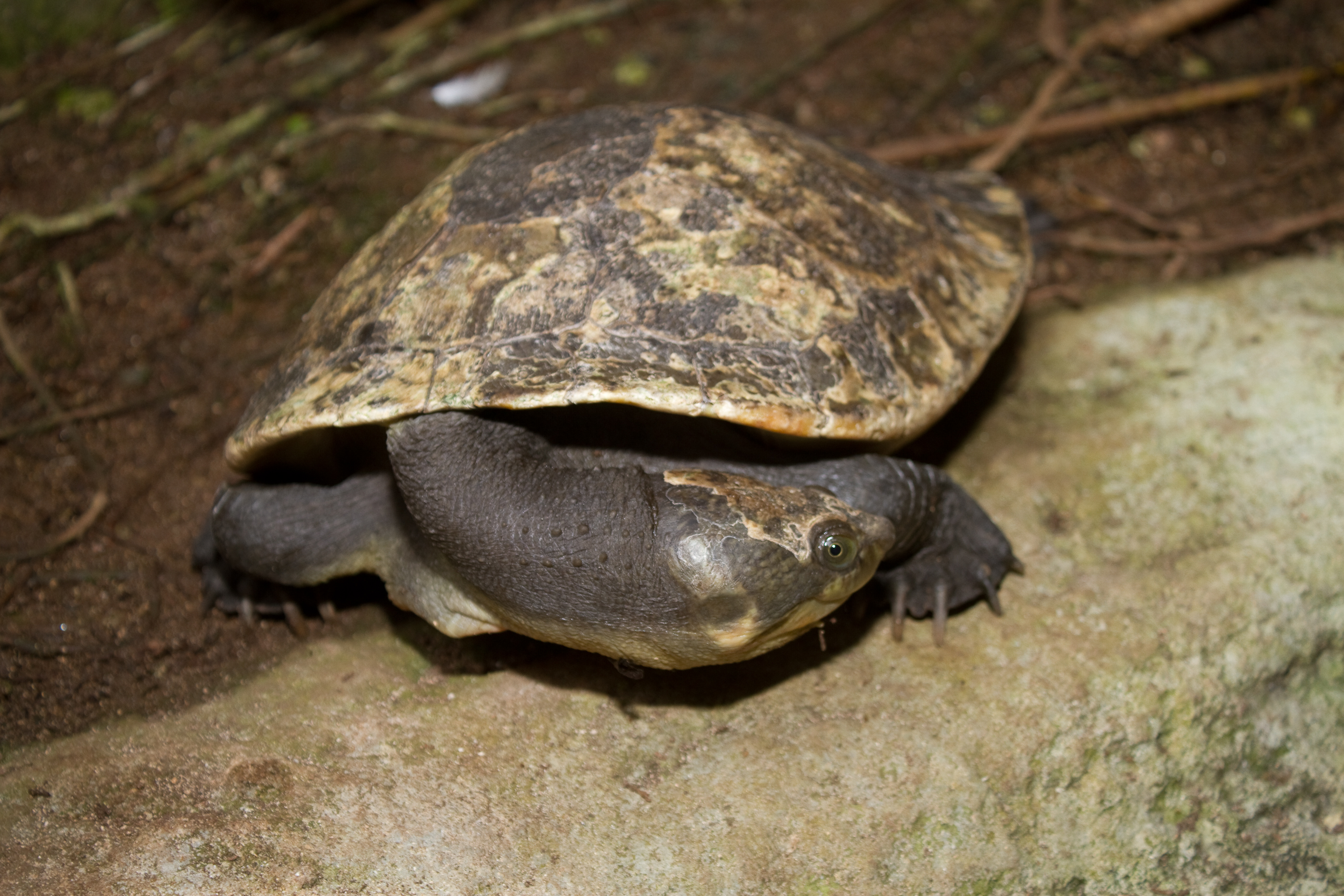
Neuguinea-Schnappschildkröte (Elseya novaeguineae)

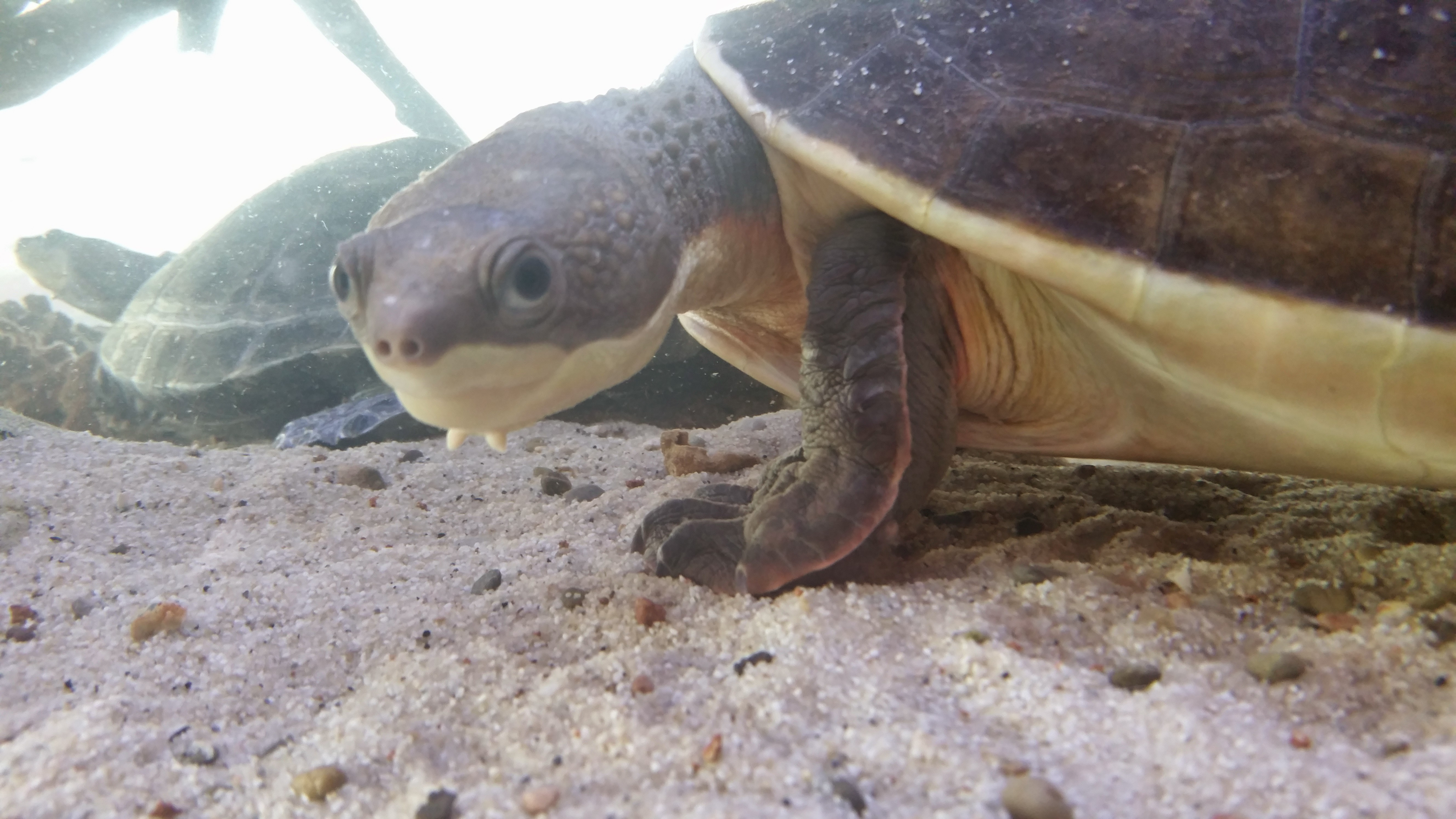
Weißbauch-Schnappschildkröte (Elseya branderhorsti)

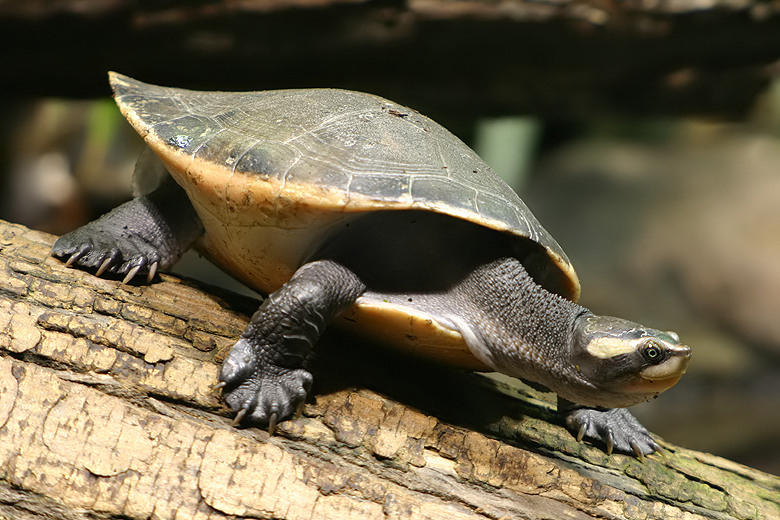
Rotbauch-Spitzkopfschildkröte (Emydura subglobosa)

- Unterfamilie Chelodininae Baur, 1893
  - Gattung Australische Schlangenhalsschildkröten (Chelodina Fitzinger, 1829) (inkl. Macrochelodina & Macrodiremys)
    - Chelodina burrungandjii Thomson, Kennett & Georges, 2000 (Syn.: Macrochelodina burrungandjii)
    - Chelodina canni McCord & Thomson, 2002
    - Schmalbrust-Schlangenhalsschildkröte (Chelodina colliei Gray, 1856, Syn.: Macrodiremys colliei)
    - Riesen-Schlangenhalsschildkröte (Chelodina expansa Gray, 1857, Syn.: Macrochelodina expansa)
    - Chelodina gunaleni McCord & Joseph-Ouni, 2007
    - Kuchlings Schlangenhalsschildkröte (Chelodina kuchlingi Cann, 1997, Syn.: Macrochelodina kuchlingi; benannt nach Gerald Kuchling)
    - Glattrücken-Schlangenhalsschildkröte (Chelodina longicollis (Shaw, 1794))
    - McCords Schlangenhalsschildkröte (Chelodina mccordi Rhodin, 1994)
    - Neuguinea-Schlangenhalsschildkröte (Chelodina novaeguineae Boulenger, 1888)
    - Siebenrock-Schlangenhalsschildkröte (Chelodina oblonga Gray, 1841, Syn.: Macrochelodina oblonga)
    - Gefleckte Schlangenhalsschildkröte (Chelodina parkeri Rhodin & Mittermeier, 1976, Syn.: Macrochelodina parkeri)
    - Pritchards Schlangenhalsschildkröte (Chelodina pritchardi Rhodin, 1994)
    - Reimann-Schlangenhalsschildkröte (Chelodina reimanni Philippen & Grossmann, 1990)
    - Steindachners Schlangenhalsschildkröte oder Westaustralische Schlangenhalsschildkröte (Chelodina steindachneri Siebenrock, 1914)
    - Chelodina walloyarrina (McCord & Joseph-Ouni, 2007, Syn.: Macrochelodina walloyarrina)

  - Gattung Australische Schnappschildkröten (Elseya Gray, 1867)
    - Elseya albagula Thomson, Georges & Limpus, 2006
    - Weißbauch-Schnappschildkröte (Elseya branderhorsti (Ouwens, 1914))
    - Elseya-Schildkröte (Elseya dentata (Gray, 1863))
    - Elseya flaviventralis Thomson & Georges, 2016
    - Irwins Schildkröte (Elseya irwini Cann, 1997)
    - Golf-Schnappschildkröte (Elseya lavarackorum (White & Archer, 1994))
    - Neuguinea-Schnappschildkröte (Elseya novaeguineae (Meyer, 1874))
    - Elseya rhodini Thomson, Amepou, Anamiato & Georges, 2015
    - Schultzes Schnappschildkröte (Elseya schultzei (Vogt, 1911))

  - Gattung Elusor Cann & Legler, 1994
    - Mary-River-Schildkröte (Elusor macrurus Cann & Legler, 1994)

  - Gattung Spitzkopfschildkröten (Emydura Bonaparte, 1836) 
    - Breitrand-Spitzkopfschildkröte (Emydura macquarii (Gray, 1830))
    - Rotbauch-Spitzkopfschildkröte (Emydura subglobosa (Krefft, 1876))
    - Nordaustralische Spitzkopfschildkröte (Emydura tanybaraga Cann, 1997)
    - Victoria-Spitzkopfschildkröte (Emydura victoriae (Gray, 1842))

  - Gattung Flaviemys Le et al., 2013
    - Manning-Schnappschildkröte (Flaviemys purvisi (Wells & Wellington, 1985))

  - Gattung Myuchelys Thomson & Georges, 2009
    - Bells Schnappschildkröte (Myuchelys bellii (Gray, 1844))
    - Bellinger-Schnappschildkröte (Myuchelys georgesi (Cann, 1997))
    - Breitbrust-Schnappschildkröte (Myuchelys latisternum (Gray, 1867))

  - Gattung Pseudemydura Siebenrock, 1901
    - Falsche Spitzkopfschildkröte (Pseudemydura umbrina Siebenrock, 1901)

  - Gattung Rheodytes Legler & Cann, 1980
    - Fitzroy-Schildkröte (Rheodytes leukops Legler, 1980)

- Unterfamilie Chelinae Gray, 1825

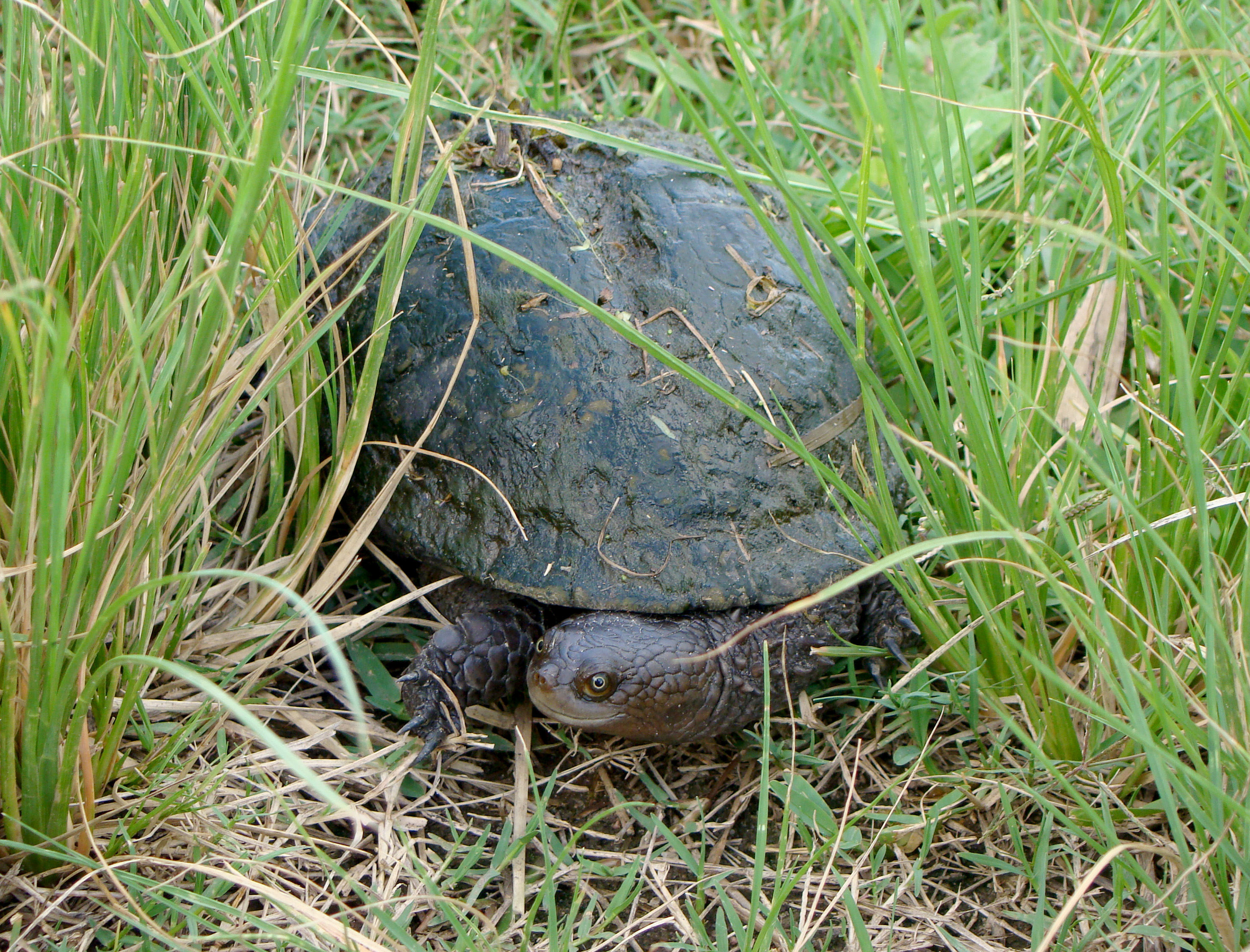
Stachelhals-Sumpfschildkröte (Acanthochelys spixii)

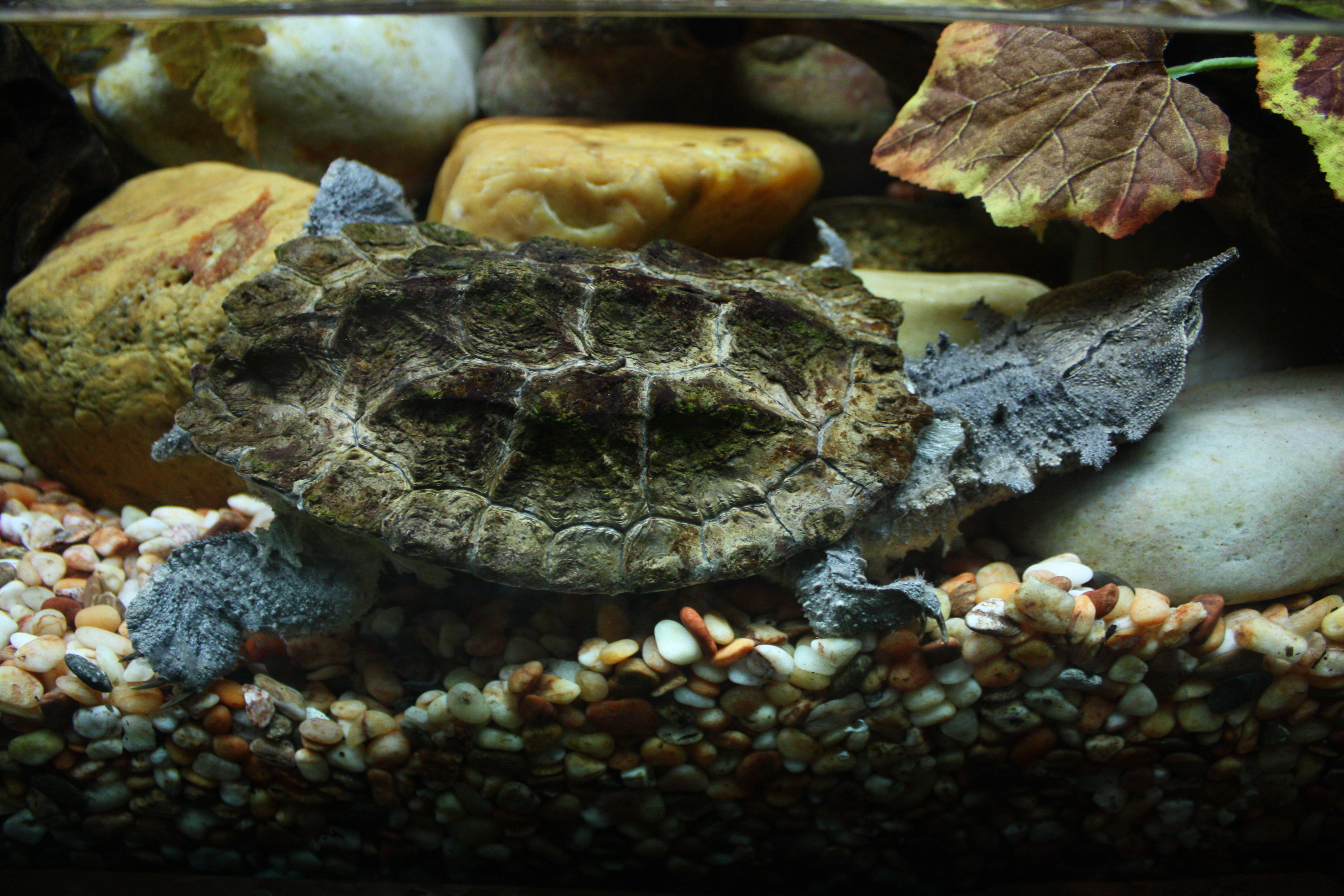
Fransenschildkröte
(Chelus fimbriatus)

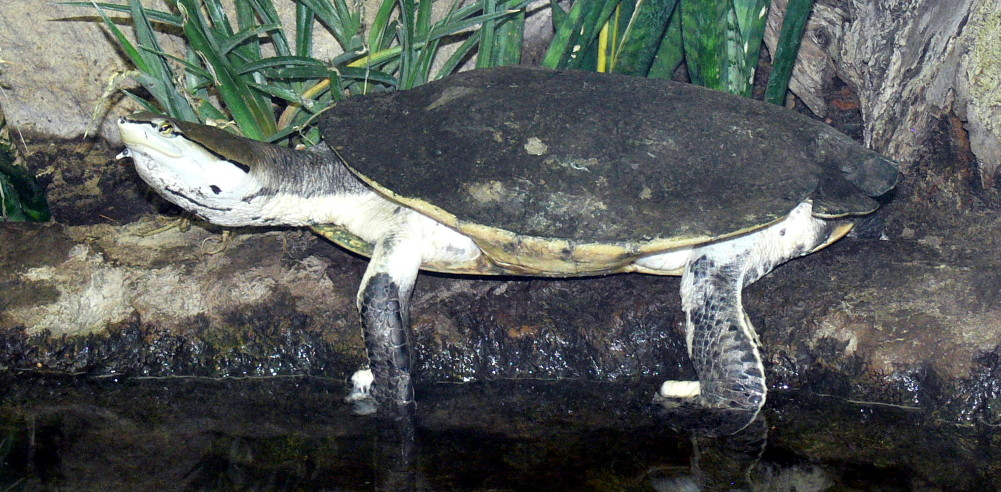
Hilaires Krötenkopfschildkröte (Phrynops hilarii)

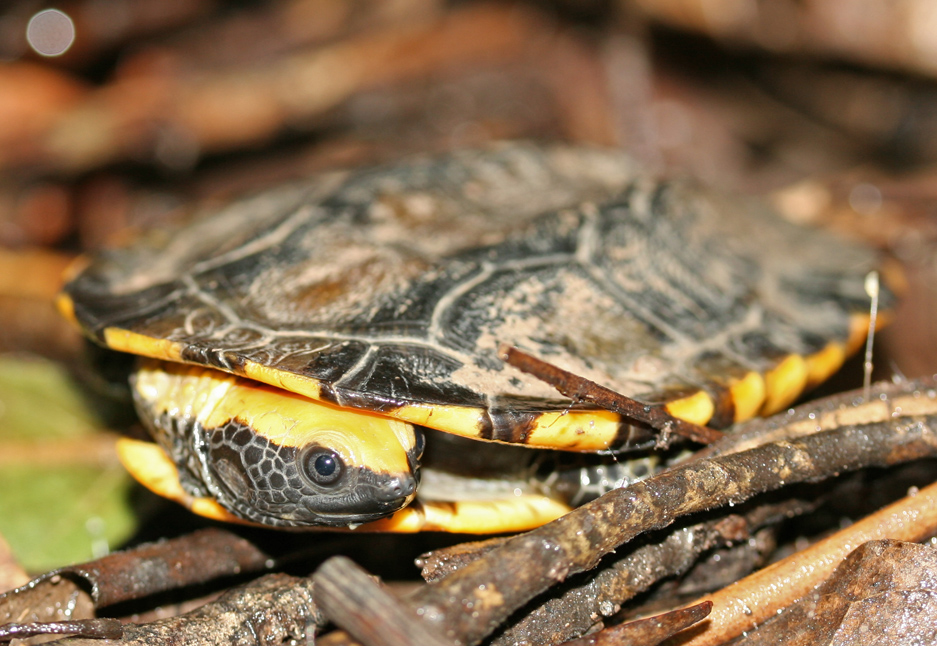
Rotkopf-Plattschildkröte (Platemys platycephala)

  - Gattung Südamerikanische Sumpfschildkröten (Acanthochelys Gray, 1873)
    - Pantanal-Sumpfschildkröte (Acanthochelys macrocephala (Rhodin, Mittermeier & McMorris, 1984))
    - Chaco-Sumpfschildkröte (Acanthochelys pallidipectoris (Freiberg, 1945))
    - Strahlen-Sumpfschildkröte (Acanthochelys radiolata (Mikan, 1820))
    - Stachelhals-Sumpfschildkröte (Acanthochelys spixii (Spix, 1824))

  - Gattung Chelus Duméril, 1805
    - Fransenschildkröte oder Mata-Mata (Chelus fimbriatus (Schneider, 1783))
    - Chelus orinocensis Vargas-Ramírez et al., 2020
    - † Chelus columbiana Wood, 1976
    - † Chelus lewisi Wood, 1976

  - Gattung Krötenkopf-Schildkröten (Mesoclemmys Gray, 1873) (inkl. Batrachemys und Ranacephala)
    - Kolumbianische Kröten-Schildkröte (Mesoclemmys dahli (Zangerl & Medem, 1958))
    - Buckelschildkröte (Mesoclemmys gibba (Schweigger, 1812))
    - Gelbe Krötenkopfschildkröte (Mesoclemmys heliostemma (Mccord, Joseph-Ouni & Lamar, 2001))
    - Paraiba-Krötenkopfschildkröte (Mesoclemmys hogei (Mertens, 1967))
    - Gewöhnliche Froschkopf-Schildkröte (Mesoclemmys nasuta (Schweigger, 1812))
    - Mesoclemmys perplexa Bour & Zaher, 2005
    - Peruanische Froschkopf-Schildkröte (Mesoclemmys raniceps (Gray, 1855))
    - Rauhe Krötenkopfschildkröte (Mesoclemmys tuberculatus (Luederwaldt, 1926))
    - Südliche Krötenkopfschildkröte (Mesoclemmys vanderhaegei (Bour, 1973))
    - Zulia-Krötenkopfschildkröte (Mesoclemmys zuliae (Pritchard, 1984))

  - Gattung Bärtige Krötenkopf-Schildkröten (Phrynops Wagler, 1830)
    - Dunkle Krötenkopf-Schildkröte (Phrynops geoffroanus (Schweigger, 1812))
    - Hilaires Krötenkopfschildkröte (Phrynops hilarii (Duméril & Bibron, 1835))
    - Stachelige Krötenkopfschildkröte (Phrynops tuberosus (Peters, 1870))
    - Williams Krötenkopfschildkröte (Phrynops williamsi Rhodin & Mittermaier, 1983)

  - Gattung Plattschildkröten (Platemys Wagler, 1830)
    - Rotkopf-Plattschildkröte (Platemys platycephala (Schneider, 1792))

  - Gattung Rhinemys Wagler, 1830
    - Rote Krötenkopfschildkröte (Rhinemys rufipes (Spix, 1824))

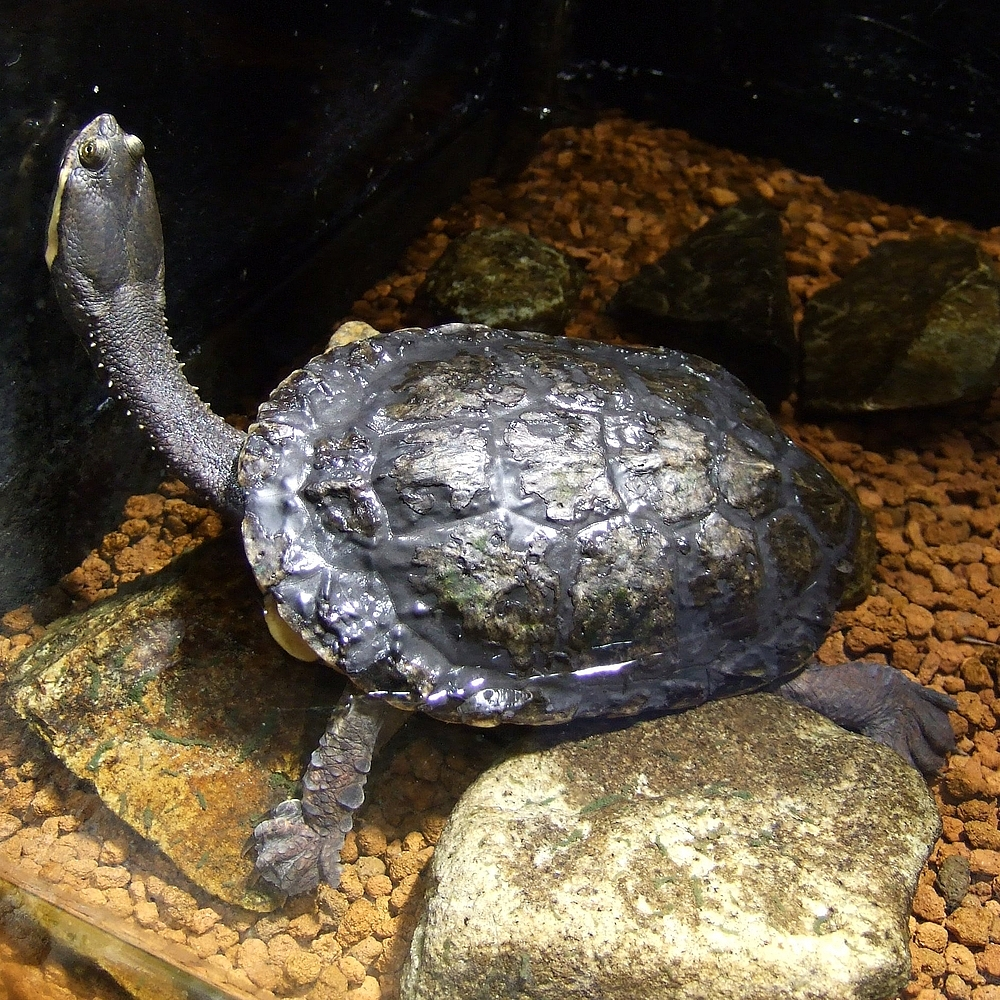
Argentinische Schlangenhalsschildkröte (Hydromedusa tectifera)

- Unterfamilie Hydromedusinae Baur, 1893
  - Gattung Südamerikanische Schlangenhalsschildkröten (Hydromedusa Wagler, 1830) 
    - Brasilianische Schlangenhalsschildkröte (Hydromedusa maximiliani (Mikan, 1820))
    - Argentinische Schlangenhalsschildkröte (Hydromedusa tectifera Cope, 1869)